# 24시간 뉴스 방송

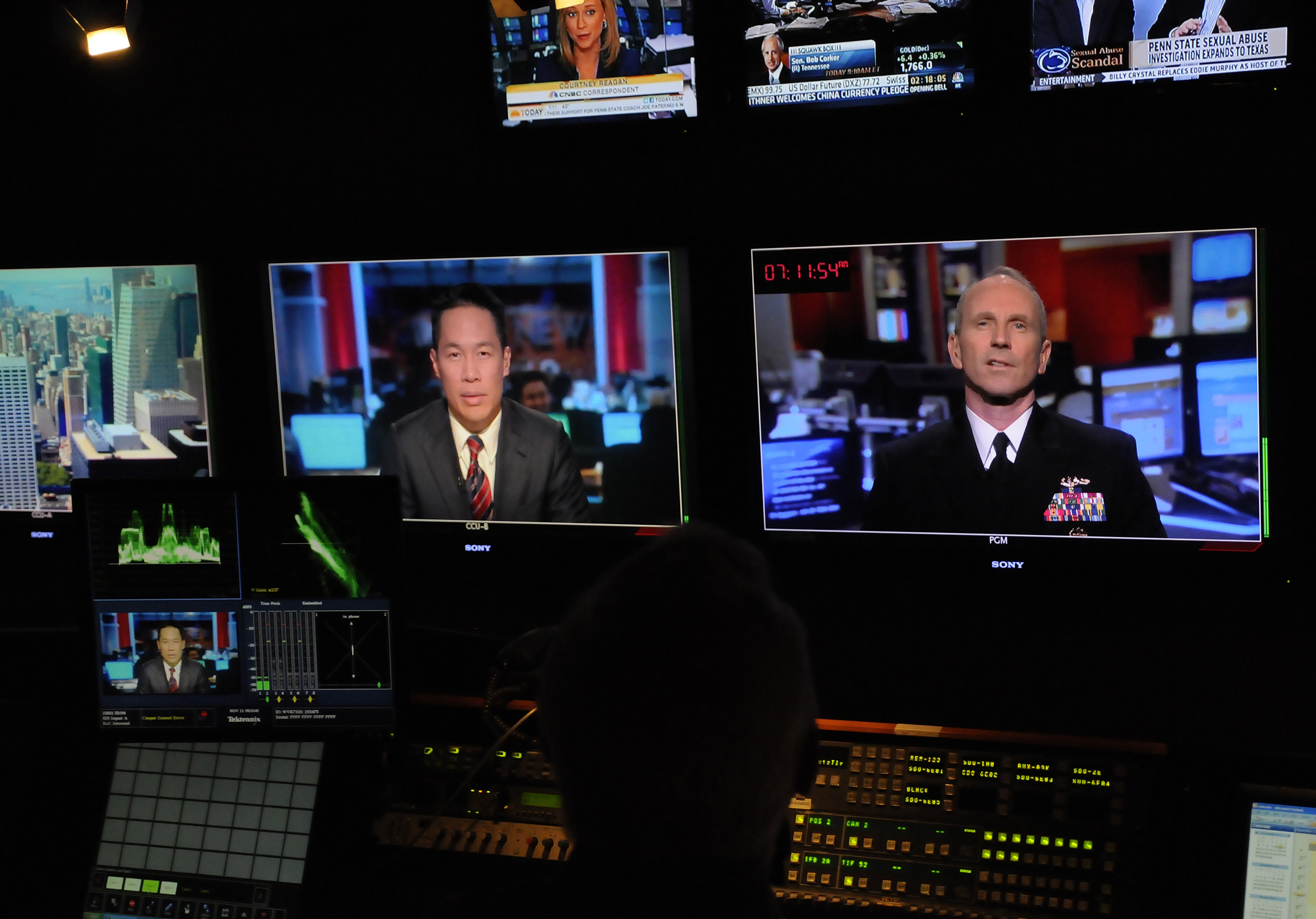
모니터에 여러 개의 NBC 뉴스 방송이 동시에 송출되고 있다. 왼쪽부터 MSNBC 뉴스 방송, NBC의 《투데이》, CNBC의 《스쿼크 박스》이다.

24시간 뉴스 방송(24-hour news cycle 혹은 24/7 news cycle)은 빠르게 변화하는 사회상에 맞춰 24시간 내내 뉴스를 조사하고 보도하는 저널리즘 방송을 의미한다. 현대 들어와서 방대한 뉴스 출처가 들어오면서 시청자와 광고주의 주의를 끌기 위한 경쟁이 치열해졌고, 미디어 제공 업체는 경쟁사보다 앞서 나가기 위해 가장 매력적인 방식으로 뉴스를 전달해야 한다는 요구가 늘어났다. 이 때문에 텔레비전, 라디오, 인쇄물, 온라인, 모바일 앱 뉴스 미디어가 모두 시청자에게 가장 먼저 뉴스를 전달하고자 하는 미디어 업체로 가득하다.
하나의 뉴스 송출 과정이란 미디어가 어떤 사건에 대해 보도한 다음, 그 미디어가 앞선 보도에 대한 대중의 반응과 기타 반응을 보도하는 것으로 구성된다. 24시간 케이블 및 위성방송 텔레비전 뉴스 채널이 등장하고 최근에는 블로그 등 월드 와일드 웹을 이용한 인터넷 뉴스가 등장하면서 이런 뉴스 송출 과정이 점차 단축되었다.

## 역사
수십년 전부터 종합 뉴스 라디오가 운영되기 시작했지만 뉴스 전용 케이블 텔레비전 채널이 등장하면서 진정한 24시간 뉴스 방송이 나오기 시작했다. 지속적인 업데이트를 통해 계속 뉴스를 제공할 수 있는 사연에 대한 수요가 증가하면서 하루마다 인쇄되던 일간지에 비해 뉴스 제작 속도도 훨씬 빨라졌다. 빠른 보도는 온라인 신문이 등장하면서 더욱 높은 가치를 지니게 되었다.
2015년 타임 지는 1995년 O. J. 심슨 살인 재판이 24시간 뉴스 방송 보도에서 가장 중요한 초기 사례라고 짚었다.

## 비판적 평가
전직 언론인인 빌 코바치와 톰 로젠스틸은 24시간 뉴스가 시청률을 놓고 미디어 조직 간 치열한 경쟁을 유발한다고 주장했다. 이는 기업 소유자의 이윤 추구와 맞물려 저널리즘의 수준을 떨어뜨리는 결과로 이어졌다고 말했다. 이들의 저서인 《워프 스피드: 혼합 미디어 시대의 미국》에서는 "언론이 검증, 비중, 연관성, 깊이, 해석의 질이라는 전통적인 가치에서 벗어나 선정주의, 오락성, 오피니언으로 나아가고 있다"고 지적했다. 이들은 후자의 가치가 주장의 타당성 여부에 대한 검증을 줄이고 가능한 한 공개 토론의 장으로 빠르게 끌어들이는 "주장의 저널리즘"으로 대체될 수 있다고 우려한다.

## 같이 보기
- CNN 효과
- 페일러 최단가설
- 정보 과다
- 정보 오염
- 인포테인먼트

## 참고 문헌
- Nik Gowing (2009), 《Skyful of Lies & Black Swans》, Reuters Institute for the Study of Journalism, OL 25009477M